# 松友伊代
松友 伊代（まつとも いよ、1966年2月21日 - ）は、日本の元AV女優・元ストリッパー。
北海道出身。血液型:B型。身長:159cm。スリーサイズ:B82・W58・H86。

## 略歴・人物
1986年にAVデビュー。AV創成期に活躍した女優の1人である。松本伊代に顔が似ていたことが芸名の由来であり、そのことが広く名前が知られる要因になった。なお、芸名の由来となった女性アイドルも「松友伊代」というAV女優がいることを知っていたようである。
SMやアナルセックス・野外露出・スカトロなどハードな内容の作品に多く出演。一時期、「仁藤伊都里（にとう いとり）」という名前も使っていた。
後にストリッパーとしても活動した。

## 出演作品

### アダルトビデオ
1986年
- 蒼奴夢の宴 セーラー服皮人形 （3月5日、V&Rプランニング）…共演:松岡愛子
- 新・蒼奴夢の宴 引き裂かれたブルマー （3月15日、V&Rプランニング）…共演:松岡愛子
- 調教エクスタシー24時間 （5月15日、V&Rプランニング）

1987年
- 口内暴力 VOL.1 （2月15日、V&Rプランニング）…共演:島崎梨乃、松岡愛子、小松原夏樹、瀬川真理奈
- 吸精夢 （2月25日、にっかつビデオフィルムズ）…共演:沢口久美
- 続・続・蒼奴夢の宴 狙われた学園 （3月12日、V&Rプラニング）…共演:山本ゆり、山岸恵、石原ミカ、星ひとみ ※「仁藤伊都里」名義
- 決定版!! 蒼奴夢の宴 禁じられた遊戯 （4月22日、V&Rプランニング）…共演:山本ゆり、山岸恵、石原ミカ、星ひとみ ※「仁藤伊都里」名義
- 極めつけ 蒼奴夢の宴 暴力教室'88 （9月24日、V&Rプランニング）…共演:竹下美久、後藤沙貴 ほか
- これでもか!? 蒼奴夢の宴 口内写生大会 （10月3日、V&Rプランニング）…共演:竹下美久、後藤沙貴 ほか

1988年
- いいかげんにしろ!? 蒼奴夢の宴 愛と涙とワンタンスープの卒業式 （1月15日、V&Rプランニング）…共演:浅倉麻里、山口純、森本クミ
- ほとんど病気!? 蒼奴夢の宴 太い注射打ちます （2月8日、V&Rプランニング）…共演:千代君、砂川マミ、山口純 ほか
- なにはともあれ 蒼奴夢の宴 学園は愛の嵐でまっかっか （5月24日、V&Rプランニング）…共演:倉持杏子、後藤沙貴、さくら
- あつまれ! 蒼奴夢の宴 愛と涙と流しそうめんの同窓会 （6月13日、V&Rプランニング）…共演:後藤沙貴、山本なつき、柴田京子、さくら ほか

発売日不明
- 野獣のようなあなた。 （クリスタル映像）
- ラブリー伊代のもっと感じて （クリスタル映像）
- ビッグなペニスをしゃぶらせよう!! （ミント・キャンディー）
- 松友伊代のしすぎてしまった私 （クリスタル映像）
- 本番・色ざんげ （ファイブスター）
- 松友伊代のアヌスエンジェル （ビデオインターナショナル）
- 3本締め （新東宝ビデオ）…共演:星ひとみ、星川由衣
- 浣腸通信 3 こんなに出して、伊代。 （シネマジック）
- SM陰獣図鑑 消えた女子大生 （河村）
- のってるね、やってるね （ビデオスタジオ83）
- 伊代のアナルバイブ初体験 お尻にバイブ （ビデオスタジオ83）
- やりっ娘マガジン ズコズコ・バッコン （ショウワ）…共演:星ひとみ、清野珠見
- シークレットゾーン 秘裂のさけび （レンジャー）

　他多数

### 成人映画
- か・い・か・ん （1988年1月23日、にっかつ）…主演:河合奈保
- 本番 快感くらべ （1990年4月、大蔵映画）
- ベイブリッジ 慕情 （1990年12月、大蔵映画）
- 痴漢電車 濡れたスカート （1991年1月3日、大蔵映画）

## 書籍

### 写真集
- ニューアイドル写真集 エチュード （1986年10月、ピラミッド社）江原伊代名義、他、新田エミ（新田恵美）、藤村麻理
- ビーナスメイト写真集 松友伊代 （1986年12月、少年画報社）